# عليه حامد
عليه حامد (15 فبراير 1957 - 1 يناير 1998)، ممثلة مصرية.

## عن حياتها
بدأت العمل الفني عام 1984، وهي حاصلة على بكالوريوس تمثيل وإخراج من «المعهد العالي للفنون المسرحية» في مصر، اشتهرت بأداء الأدوار الكوميدية في المسلسلات التلفزيونية، كما قدمت العديد من الأعمال المسرحية والسينمائية الأخرى، تزوجت من المخرج «منصور محمد»، توفيت عام 1998 في حادث سير وكان آخر أعمالها الفنية مسلسل يوم عسل يوم بصل.

## أعمالها

### من المسلسلات
- يوم عسل يوم بصل
- ترويض الشرسة.
- الخروج من المأزق.
- الزيني بركات.
- القضاء في الإسلام - الجزء الخامس.
- المحاكمة.
- بنات زينب.
- اليقين.
- محمد رسول الله - الجزء الخامس.

### من الأفلام
- الشرس.
- شاويش نص الليل.
- حارة برجوان.
- عطشانة.
- المطاردة الأخيرة.
- العايقة والدريسة.

## وصلات خارجية
- عليه حامد على موقع قاعدة بيانات الأفلام العربية